# Варіані
Варіані (груз. ვარიანი) — село в муніципалітеті Ґорі регіону Шида-Картлі, Грузія, на відстані 12 км від міста Ґорі. Станом на 2014 рік в ньому проживало 1469 осіб.
Варіані найбільш відоме тим, що тут народився Яків Гогебашвілі і та знаходиться музей Будинку Якова Гогебашвілі. Є селом, прикордонним із територією Південної Осетії, окупованою російськими військами. 

## Історія
Під час російсько-грузинської 2008 року село було окуповане російськими військами. 8 жовтня 2008 року його звільнили з-під окупації.

## Відомі люди
- Яків Гогебашвілі (1840—1912) — видатний грузинський педагог, дитячий письменник і журналіст, його вважають засновником наукової педагогіки в Грузії.
- Георгій Канделакі (1971) — боксер, чемпіон світу з боксу серед аматорів 1997 року у суперважкій вазі, учасник літніх Олімпійських ігор 1996 року[5].